# Гражданская война в Венесуэле (1835—1836)
Гражданская война в Венесуэле (1835—1836), также известная как Революция реформ (исп. Revolución de las Reformas) — гражданская война в Венесуэле между консервативными правительственными силами и военными, требовавшими реформы политической системы.

## Предыстория
Распад Великой Колумбии в 1830 году начался с отделения Венесуэлы, ключевую роль в этом процессе сыграл Хосе Антонио Паэс, ставший первым президентом страны. Паэс и его сторонники опирались на олигархию Каракаса и Валенсии, которая усиливалась за счёт внешней торговли. 20 января 1835 года Законодательный совет, в котором преобладали «готы» (в прошлом бывшие испанские роялисты) и «консерваторы» (белые креолы, стоявшие в политике и экономике на позициях либерализма) избрал в качестве президента на следующий конституционный четырёхлетний срок Хосе Марию Варгаса, вступившего в должность 9 февраля. В разгоревшемся противостоянии конгресса и президента по поводу налога, последний подал в отставку, которая не была принята, но его противники восприняли ее как проявление слабости.
Реформисты стремились восстановить Великую Колумбию, уменьшить влияние Паэса и восстановить авторитет Боливара. Они требовали федерализации страны, введения государственной религии. Они осуждали существование «олигархии», усилившейся за счёт импортной и экспортной торговли. Военные считали оскорблением возвращать «готам» их поместья, отданные в оплату за военную службу многим борцам за независимость.

## Победа восставших
7 июня 1835 года произошло восстание в Маракайбо. Восставшие провозгласили создание федеральной системы, а главой вооружённого выступления объявили генерала Сантьяго Мариньо, который был соперником Варгаса во время президентских выборов. Хотя восстание провалилось, оно стало началом восстания по всей стране. 
В Каракасе восстание произошло в ночь с 7 на 8 июля. Глава Ансоатегского батальона Педро Карухо и капитан Хулиан Кастро поместили президента Варгаса под домашний арест, а 8 июля его и вице-президента Нарварте выслали на датский остров Сент-Томас. После утверждения власти повстанцев в столице Педро Брисеньо выпустил 9 июля манифест, которым отменялись Конституция, а также ряд законов, принятых во время президентства Паэса, а также предлагалось, чтобы дело реформирования страны взяли в свои руки патриоты, проливавшие кровь во время войны за независимость. Главой нового правительства стал генерал Мариньо, а главой вооружённых сил — Карухо. Власть повстанцев распространилась на территории от Сулии до Карабобо.

## Поражение восставших
Паэс в это время находился в своих владениях в Сан-Пабло (в 190 км от Каракаса), куда он удалился после того, как поддерживаемый им кандидат Карлос Сублетте потерпел поражение на президентских выборах. 15 июля он выступил в поддержку правительственных сил и, используя свои популярность и военный престиж, набрал добровольцев в Валенсии, Маракае и Ла-Виктории; также на его сторону перешла часть войск генерала Хосе Лауренсио Силвы, посланных из Каракаса.
28 июля Паэс вступил в Каракас, оставленный реформистами. Он создал Правящий совет под председательством генерала Карреньо; одновременно была послана делегация на Сент-Томас для возвращения Варгаса и Нарварте. 20 августа Варгас вновь приступил к исполнению обязанностей президента. Мариньо и его последователи нашли убежище на востоке страны под покровительством Хосе Тадео Монагаса.
3 ноября 1835 года Паэс объявил прощение для тех, кто ещё продолжал сражаться на востоке. Большинство повстанцев сложило оружие, однако 17 декабря группа реформистов под командованием Педро Карухо и Бласа Брусуаля захватили Пуэрто-Кабельо и объявили осадное положение. Паэс и Леон де Фебрес Кордеро атаковали их, и 24 декабря взяли в плен Карухо и Брусуаля. 1 января 1836 года под контроль правительства вернулся Маракайбо, а с капитуляцией Пуэрто-Кабельо 1 марта 1836 года окончился и вооружённый конфликт.

## Результаты
После поражения восстания президент Варгас, повинуясь воле большинства конгресса, был вынужден 24 апреля 1836 года сложить президентские полномочия. Поражение реформистов означало торжество консерваторов и их режима конституционных институтов.